# Sipke Jan Bousema
Sipke Jan Bousema (Dokkum, 15 augustus 1976) is een Nederlandse presentator, media-/ televisieproducent en televisiepersoonlijkheid. Hij werd landelijk bekend als onder andere presentator van het Schooltv-weekjournaal en van de Museumbende, ZipZoo, het Junior Songfestival en Opsporing Verzocht van de AVRO. Hij is werkzaam als zelfstandig producent van media- en communicatiecampagnes, als identiteitsontwikkelaar, als presentatie- en communicatietrainer en hij zet zich in voor maatschappelijke doelstellingen.

## Tv-carrière
Op zijn elfde ging Sipke Jan Bousema aan de slag als vrijwillig correspondent bij de NCRV waarvoor hij onder andere tientallen busreizen met scholen naar tv-programma's organiseerde. Na de middelbare school vertrok hij naar Hilversum om bij de omroep te gaan werken en ontwikkelde hij zich middels opleidingen bij o.a. Club Veronica en de Media Academie.

#### Werk achter de schermen
Hij begon zijn tv-carrière officieel op zijn zestiende. Hij werkte sindsdien achter de schermen bij o.a. NCRV, AVRO, KRO, RTL en VARA als productie-assistent van tv-programma’s zoals Dinges, Topscore, Alles Kits, De Droomshow, Toen was geluk heel gewoon en Niemand de deur uit!. Daarnaast was hij producer van Ontbijt TV. Na zijn opleiding bij Club Veronica werkte hij als item-regisseur voor onder andere Weer & Verkeer, Heartbeat Café, 112 weekend en KRO’s Service Uur.

#### Presentator / programmamaker

###### Jeugdprogramma's
Op 23-jarige leeftijd maakt hij zijn tv-debuut als presentator van het Schooltv-weekjournaal (Teleac/NOT), waar hij tevens producer was. In 2000 en 2001 presenteerde hij vervolgens ook de Introductie van de Tweenies, Boekenwurm, Junior Hartdag en de Heart Dance Award van SchoolTV. In 2003 was Bousema verslaggever voor het Sinterklaasjournaal.
Bousema vervolgde zijn omroepcarrière bij de AVRO. Hier presenteerde hij o.a. Kids for Animals, het Kinderprinsengrachtconcert, NK Sparen, ZipZoo, de Museumbende, ZipZoo: coördinaat X en ZipZoo: WorldWide.
Zelf organiseerde en presenteerde hij Ongehoord Goed (2003): een muziekbeleving-concert voor 1.200 dove en slechthorende kinderen in Muziekcentrum Vredenburg. Hiervan werd een concertregistratie gemaakt en een documentaire uitgezonden op Z@pp/NPO 3. Dit concert werd in 2012 herhaald wegens het zestigjarig bestaan van het betrokken NSO, het Nederlands Studenten Orkest.
Later volgden de programma’s DoReWie?, de zoektocht naar de kinderen Von Trapp in de musical The Sound of Music en Krijg toch allemaal de Kolere, waarin de zoektocht naar de nieuwe Ciske de Rat centraal stond.
Voor zijn werk ontving hij in 2000 van vakgenoten het Gouden Beeld / de Academy Award voor Beste Nieuwkomer en in 2005 met ZipZoo: coördinaat X de Gouden Stuiver, de prijs op het Gouden Televizier-Ring Gala voor het Beste Jeugdprogramma.
Van 2006 tot en met 2009 presenteerde hij het Junior Songfestival waarvan hij in 2007 het Junior Eurovisiesongfestival (EBU) presenteerde, de internationale finale in Ahoy Rotterdam. Hij was hierin mede verantwoordelijk voor de samenwerking met UNICEF, waar hij sinds 2002 ambassadeur van is. Mede daarom verzorgde hij ook in 2008 tijdens de Europese finale van het Junior Eurovisiesongfestival de instarts over projecten van hen en het commentaar voor de kijkers in Nederland.
Ook het programma AVRO’s Kids United presenteerde en maakte hij in samenwerking met UNICEF. In de laatste week van september 2006 kwam hij in het nieuws, omdat hij actie voerde onder de naam ‘Hui vrij / Geen kind in de Cel’ tegen het feit dat in Nederland kinderen in vreemdelingenbewaring werden gehouden. Diezelfde week presenteerde hij de Nederlandse finale van het Junior Songfestival, daarin droeg hij het gezamenlijke nummer Vrij op aan deze kinderen. In 2008 presenteerde hij Wie is de Mol? Junior, de kindereditie van Wie is de Mol?

###### Programma's voor volwassenen
Samen met Anniko van Santen presenteerde Bousema van 2007 tot 2011 Opsporing Verzocht. In de zomer van 2010 presenteerde Bousema het programma Cash op Zolder op NPO 2. Tevens was hij presentator van de NPO 1-programma’s Huis te Koop, Oppassen & Wegwezen, Op de Bon en het AVRO Toon Hermans Gala.
Hij verzorgde de voice-over (presentatie) van tal van programma’s zoals The Phone en Heartbeat VIPS en de documentaireserie Most Evil van Discovery Channel. Tijdens zijn betrekking bij de AVRO maakte hij een aantal keer een uitstap naar RTL Boulevard als deskundige aan de desk en als verslaggever bij evenementen zoals het Musical Awards Gala.
Bousema participeerde in diverse tv-programma's als De Droomshow, Waku Waku, Kopspijkers, Hints, 10 voor Taal, Herexamen, Sterren dansen op het IJs, de MaDiWoDoVrijdagshow, Dokter Corrie, het Musical Awards Gala, De Dino Show en Ranking the Stars. Hij deed in 2011 mee aan Expeditie Robinson 2011. Vanwege een val en een opgelopen enkelblessure moest hij vrij in het begin het programma verlaten.

###### Maatschappelijke en educatieve programma's en documentaires
Begin 2011 kondigde Bousema aan te stoppen bij de AVRO omdat zijn horizon wilde verbreden. Hij vervolgde zijn werkzaamheden als presentator/programmamaker bij de NTR en zelfstandig producent van documentaires als Strijders voor de Liefde (NTR/NPO 3), Vrijen in Vrijheid (NTR/NPO 3) en Zou jij de lever voor mij geven? (RTV Rijnmond).
Voor de NTR presenteerde hij de middagtalkshow 5OP2, de jeugdtalkshow Wat zou jij doen?, Histoclips en de documentaireserie Jong Talent: in Muziek. Met het vervolg daarop, zijn programmaserie Z@pp Music Challenge, won hij in 2014 de Cinekid Kinderkast Publieksprijs. In 2015 en 2016 ging hij aan de slag als producent bij KlasseTV en Teachers in Media.

## Film-, toneel- en acteerwerk
In 2003 speelde Bousema de rol van student Joris van Kampen in de bioscoophit De schippers van de Kameleon. Twee jaar later presenteerde hij de premières van Kameleon 2. Hij had in deze tijd ook een eigen theatershow: Sipke Jan en het Mysterie van de Magische Bol. De show was een succes en werd in januari 2006 herhaald. In 2009 speelde hij verslaggever in de Sinterklaasfilm Sinterklaas en de Verdwenen Pakjesboot en stond hij in dat jaar en 2010 op het toneel met Rianne Gerritsen in de Afscheidsmonologen van Bos Theaterproducties. 
Bousema was tijdens de meivakantie van 2011 twee weken te zien in de musical Sprookjesboom in Theater de Efteling. Hij speelde de rol van houthakker. Als stemacteur acteerde hij in de (animatie)films: Robots, Alvin and the Chipmunks, Alvin and the Chipmunks: The Squeakquel, Ice Age: The Meltdown, Minions en The Muppets.

## Eigen mediaproducties en campagnes
Sinds 2012 continueert Bousema zijn werkzaamheden via zijn media- en communicatiebedrijf SJB Media, dat zich met name richt op maatschappelijke thema’s en onderwerpen. Enkele voorbeelden van mediaproducties en campagnes met een landelijk bereik zijn: Strijders voor de Liefde (2012), Strijders voor de Liefde on Stage (2013), Het Deelexperiment / Geven Ontvangen Delen (2014), Daten in de Natuur (2015), Love Exchange / Vrijen in Vrijheid (2015), Heroes of Football (2016), Love Beyond Borders (2017), All Mixed Up Comedy Concert (2017 & 2018), Hoe gaat het nu met Willem? (2017 - 2021), #DeromFrysk (2021 & 2022) en LeverStijl (2022).

## Training en talks
Bousema volgde diverse media-, communicatie- en persoonlijke-ontwikkelingsopleidingen waaronder de post-hbo-opleiding Communicatie & Psychologie (practioner en master). Mede hierdoor geeft hij talks en trainingen op het gebied van presentatie, communicatie, mediawoordvoering, diversiteit en inclusie en identiteitsontwikkeling. Dit doet hij o.a. bij Hogeschool NHL Stenden en Sirius Academy. In 2022 start hij met het label De Mensen Wijzer, waarin hij training en begeleiding verzorgd gericht op de groei en ontwikkeling van mensen en organisaties.

## Regenboog-community
In 2012 produceerde Bousema samen met Marieke Slinkert de documentaire Strijders voor de Liefde (NTR, NPO 3), over lhbt-activisten en het belang van Gay Pride Parade en Pride-evenementen wereldwijd. Frans Timmermans, de toenmalige minister van Buitenlandse zaken, stuurde de documentaire tijdens IDAHOT 2015 naar ambassades over de hele wereld als inspiratiebron met betrekking tot homorechten.
Uit de documentaire vloeide in 2013 het concert Strijders voor de Liefde On Stage (RTL 4) voort. Bousema was de producent van dit eerste mensenrechtenconcert dat ooit heeft plaatsgevonden tijdens de Amsterdam (Gay) Pride. In 2015 creëerde hij tijdens Pride Amsterdam het social media-experiment Love Exchange, waarvan uitzendingen via YouTube (NPO 3/VPRO) en de documentaire Vrijen in Vrijheid (NTR/NPO 3) werden gemaakt.
In 2016 kwam er een vervolg op het mensenrechtenconcert met het EuroPride Freedom Concert op de Dam, waarvoor Bousema de eindredactie verzorgde (AVRO/NPO 3). Hij was in dat jaar tevens ambassadeur van de EuroPride.
In 2016 en 2017 initieerde en produceerde hij de Europese bewustwordingscampagne Heroes of Football i.s.m. de John Blankenstein Foundation om lhbt-inclusie binnen het Europese voetbal in beweging te zetten. Het bijbehorend initiatief ‘The European Diversity Statement’ werd door Frans Timmermans, de eerste vice-president van de EU, en Michael van Praag van de KNVB op 10 oktober 2016 ondertekend in de Amsterdam Arena. Dit gebeurde tezamen met 8 andere landelijke Europese voetbalorganisaties: Nederland, België, Engeland, Noord - Ierland, Italië, Frankrijk en Spanje. Michael van Praag noemde dit “een historisch moment”. Ook bekende voetbal internationals als Ruud van Nistelrooy, Radja Nainggolan, Thomas Hitzlsperger en Dries Mertens verleenden hun medewerking aan de campagne.
In 2017 creëerde en produceerde Bousema tevens de internationale online campagne ‘Love Beyond Borders’ voor datingapp Romeo.
Bousema deed in 2020 mee aan het programma First Dates VIPS van BNNVARA. Hierin uitte hij zijn zorgen en verdriet over het feit dat de provincie Fryslân als enige nog geen regenboogprovincie was. Na de uitzending van First Dates werd hij overladen met reacties. Hij bleef zich inspannen om de Friese politieke partijen van de waarde en noodzaak van een regenboogprovincie te overtuigen.
Hij creëerde daarop de bewustwordingscampagne ‘Ik ben trots. Ik ben Fries’, waarin Friese lhbt'ers en regenbooggezinnen centraal stonden. Op 27 mei 2020 stemde een ruime meerderheid in de Provinciale Staten voor het hijsen van de vlag en het creëren van een inclusief regenboogbeleid. Over zijn strijd om de politiek zover te krijgen is in dat jaar de Fryslândoc documentaire Ús Rainbow Warrior, gemaakt door Annet Huisman (Omrop Fryslân/NPO 2).
In 2021 startte hij samen met de ‘Moeders en Vaders van Fryslân’ en het Friese antidiscriminatiebureau Tûmba de beweging ‘Regenboogvlaggen voor Fryslân/Nederland’. Ze inspireerden zoveel mogelijk mensen en organisaties om op 11 oktober 2021, International Coming Out Day, de Regenboogvlag te hijsen. Zowel in het echt, als op een site. Uiteindelijk wapperden er online en door heel het land meer dan 1.400 regenboogvlaggen. In 2022 krijgt Regenboogvlaggen voor Nederland een vervolg.

## Persoonlijk leven
Bousema was getrouwd met Willem van Leunen, met wie hij 18 jaar samen was en toentertijd ook zijn bedrijf mee runde. In 2017 besloten zij als vrienden verder te gaan. In 2021 verloofde Bousema zich met Jeroen Overmars, interieurarchitect bekend van het programma ‘Van Woonvilla tot Droomvilla’ (RTL 4). Zij trouwden in 2022.

## Prijzen en nominaties
- Winnaar Cinekid Kinderkast, Beste Jeugdprogramma Publieksprijs: Zapp Music Challenge (2014)
- Nominatie voor Prix Jeunesse, Beste Jeugdprogramma in Europa: ‘Wat zou jij doen?’ (2012)
- Winnaar De Gouden Stuiver, Beste Jeugdprogramma: ZipZoo Coördinaat X (2005)
- Nominatie Gouden Beeld, Beste jeugdprogramma: De Museumbende (2005)
- Winnaar Gouden Beeld / Academy Award, Beste Nieuwkomer (SchoolTV Weekjournaal / Kids for Animals) (2000),

## Ambassadeurschappen
- UNICEF (2002 - heden)
- Pride Amsterdam (2015 - heden)
- Mediawijzer.net / Week van de Mediawijsheid (2010 - 2016)
- Het Dockumer Skûtjse (2020 - heden)

## Producent

#### Online media campagnes en videoproducties
- LeverStijl (2021 - heden)
- Regenboogvlaggen voor Fryslân / Nederland (Tûmba 2021 - heden)
- #DeromFrysk (Afûk 2020 - 2022)
- Ik ben Trots, ik ben Frysk (SJB Media / COC Friesland 2020)
- Privacy Campagne (SJB Media 2019 - 2020)[15]
- Love Beyond Borders (Romeo 2017)
- Hoe gaat het nu met Willem? (MLDS 2016 - 2021)
- Heroes of Football (John Blankenstein Foundation/Erasmus+ Programma EU 2015 - 2016)
- Leverexperts en NLV luiden de noodklok (NLV 2017)
- Blijf Stralen (Blue Ribbon 2016)
- Leverpatiënten zijn het zat (NLV 2016)
- Ikwilmetjepraten.nu (Van Betekenis tot het Einde 2016)
- Belvilla Babbelbank (Belvilla 2016)
- De Passierap (Remonstranten 2015)
- Teachers in Media / Teachers Channel (TiM 2015)
- Treinbattle (NS 2015)
- Het Deelexperiment / Geven Ontvangen Delen (Remonstranten 2014)

#### Tv-documentaire en -series
- Zou jij de Lever voor mij geven? (RTV Rijnmond 2021)
- Superball (OutTV 2017)
- Love Exchange (NPO3lab/NTR/VPRO 2015)
- Vrijen in Vrijheid (NTR 2015)
- Strijders voor de Liefde (NTR 2012)

#### Tv-producties en events
- Erasmus Liver Day (Erasmus MC 2016 - heden)
- All Mixed Up Comedy Concert (Alzheimercentrum 2017 - 2018)
- EuroPride Freedom Concert op de Dam (AVRO/NPO 3 2016)
- Strijders voor de Liefde on Stage (RTL 4 2013)
- Daten in de Natuur (LINDATV 2017 - 2018)

## Tv-programma's

### Presentator / programmamaker

#### NTR
- Z@pp Music Challenge (2014)
- Histoclips (2013 - 2014)
- BN'ers bedanken hun leraar (2014)
- Wat zou jij doen? (2012 - 2013)
- Strijders voor de Liefde (2012)
- Jong Talent: In Muziek (2012)
- Jong Talent: In Muziek Concert (2012)
- 5OP2 (2011 - 2012)

#### AVRO
- Opsporing Verzocht (2007 - 2011)
- Op de Bon (2009 - 2010)
- Cash op Zolder (2010)
- Voor de rechter (2009)
- Junior Songfestival (2006 - 2009)
- Junior Eurovisiesongfestival 2007
- Kinderprinsengrachtconcert (2002 - 2009)
- Oerol Late Night (2008)
- DoReWie? (2008)
- Restauratie (2008)
- Wie is de Mol Junior (2008)
- ZipZoo: WorldWide (2005 - 2008)
- Krijg toch allemaal de Kolere (2007)
- Oppassen & Wegwezen (2006)
- Toon Hermans Gala (2006)
- Heartbeat VIPS (voice-over) (2005 - 2006)
- The Phone (voice-over)
- Vet! (2005)
- De Museumbende (2002 - 2006)
- Cliniclowns Kindergala (2005 - 2007)
- ZipZoo: coördinaat X (2002 - 2005)
- Avro’s Kids United (2005)
- AVRO Hartstocht (2004)
- Ongehoord Goed! (2003)
- NK Sparen (2003)
- Huis te Koop (2002)
- Zappelin School Musical Awards (2002)
- Heart Dance Award (2002)
- Nationale Dieren Kids Quiz (2002)
- Het Wereld Kinder Festival (2001 - 2002)
- AVRO Achtbaan (2001)
- ZipZoo (2000 -2002 / 2008)
- Kids for Animals (1999 - 2001)

Speciale events:
- Initiatiefnemer van de AVRO-brede en multimediale uitzendingen ter ondersteuning aan de actie 'Geen Kind in de Cel' / 'Hui vrij' (2006)
- Initiatiefnemer en organisator van 'Ongehoord Goed!', muziekbelevenisconcert voor 1200 dove en slechthorende kinderen in Vredenburg Utrecht, waarvan een concertregistratie en een documentaire is uitgezonden (2003)

#### RTL
- RTL Boulevard (2008 - 2009)

#### Teleac/NOT
- Schooltv-weekjournaal (1999 - 2002)
- Introductie Tweenies in Nederland (2002)
- Boekenwurm (2001)
- Junior Hartdag (2001)
- Heart Dance Award (2000 - 2003)

### Voice-over
- Leraar24 (NTR 2013 - 2014)
- Biobits (NTR 2011)
- The Phone (AVRO 2007 - 2009)
- Heartbeat VIPS (AVRO / Endemol 2007 - 2009)
- Most Evil (Discovery Channel 2006)
- KRO’s Service Uur (KRO / Tenfold 1997 - 1998)

### Stemacteur
- Minions - VNC Woordvoerder (2015)
- The Muppets - Pepe the King Prawn & Beaker (2012)
- Het Geheim van de Smaakmaker - De Smaakmaker (2012)
- Alvin and the Chipmunks: The Squeakquel - Platenbaas Ian (2009)
- Alvin and the Chipmunks - Platenbaas Ian (2007)
- Ice Age: The Meltdown - Miereneter vader (2006)
- Robots - Trash can (2005)

### Theater
- Het Geheim van de Smaakmaker (2012)
- De Sprookjesboom (2010 Efteling Theater Producties)
- Sipke Jan en het Mysterie van de Magische Bol (SJB Media 2005 - 2006)

### Films
- Stoorzender (2014)
- Sinterklaas en de Verdwenen Pakjesboot (2009)
- Schippers van de Kameleon (2003)

### Itemregie
- Heartbeat Café (NCRV 1998)
- KRO's Service Uur (KRO / Tenfold 1997 - 1998)
- VARA Eindregie (VARA 1998)
- Business Class (RTL / Holland Media House 1998)
- 112 Weekend (RTL / Holland Media House 1998)
- Weer & Verkeer (RTL 5 / Holland Media House 1997-1998)
- Club Veronica (VOO / Veronica 1993 - 1994)

### Producer
- Schooltv-weekjournaal (TeleacNOT 1999 - 2001)
- Ontbijt TV (KRO 1995 - 1998)

### Productie-assistent
- Niemand de deur uit! (RTL 4 / John de Mol Producties 1994 - 1995)
- Silvia Millecam Show (RTL 4 / John de Mol Producties 1994)
- In de Vlaamsche pot (Veronica / John de Mol Producties 1994)
- Toen was geluk heel gewoon (KRO / John de Mol Producties 1994 - 1995)
- De Droomshow (AVRO 1994)
- De Verzoekenman (AVRO 1994)
- Confetticlub (AVRO 1994)
- Songtekst (NCRV 1994)
- Staatsloterijshow (Veronica / John de Mol Producties 1993)
- 100.000 DM Show (RTL+ / John de Mol Producties 1993)
- Alles Kits (AVRO KRO NCRV 1993 - 1994)
- Woordroof (NCRV 1994)
- Topscore (NCRV / WINTV 1993 - 1994)
- Dinges (NCRV / WINTV 1993)